# La Diablesse (roman)
Pour les articles homonymes, voir La Diablesse.
La Diablesse est un roman dramatique écrit par Johan Bourret, paru en 2009.

## Résumé
Pays de la Loire, 1815. Maxime Tessier, vit avec ses parents et sa sœur, Pauline sur les terres du vieux vicomte de Marson. Ce dernier meurt alors qu’il s’apprêtait à divulguer un lourd secret ; son fils, Breteuil, un redoutable perfide veut expulser les habitants du village et accaparer tout. Il fait accuser le père de Maxime d’avoir incendié l’église mais celui-ci est absent. Le moment dérape, Breteuil tue Pauline. Ensuite, la mère de Maxime est arrêtée, accusée d’avoir tenté d’assassiner Breteuil.
Seul et bouleversé, Maxime reste à côté du cadavre de sa sœur. Un soir, il passe un pacte avec le diable pour faire revenir sa sœur à la vie en échange de sa vie. Ils vont désormais se venger ensemble de Breteuil.